# Molekulární elektronika
Molekulární elektronika je část aplikované fyziky, která se zabývá použitím molekul jako pasivních (např. rezistory) nebo aktivních (např. tranzistory) elektronických součástek.
Tento koncept vybudil velký zájem jak ve vědě, tak v science fiction, protože umožňuje minimalizovat rozměry elektroniky. V dnešní době patří molekulární elektronika mezi velmi aktivní oblasti fyziky.

## Historie
Ve 40. letech 20. století se Robert Mulliken a Albert Szent-Györgyi zajímali o přenos náboje a energie v molekulách. V roce 1974 Mark Ratner a Ari Aviram publikovali teoretický návrh molekulárního usměrňovače. Jednomolekulární FET tranzistor navrhl Aviram v roce 1988. Další vývoj tohoto konceptu probíhal v Americe (Naval Research Laboratory).

## Oblasti výzkumu
- Vodivé polymery
- Fullereny
- Uhlíkové nanotrubice
- Kapalné krystaly
- Holografie